# Parafia Przemienienia Pańskiego w Giżycach
Parafia Przemienienia Pańskiego w Giżycach – parafia rzymskokatolicka znajdująca się w diecezji kaliskiej, w dekanacie Grabów.